# Cissone
Cissone (piemontesisch Cisson) ist eine Gemeinde in der italienischen Provinz Cuneo (CN), Region Piemont.

## Lage und Einwohner
Cissone liegt knapp 60 km nordöstlich von der Provinzhauptstadt Cuneo in der Weinregion Langhe. Das Gemeindegebiet umfasst eine Fläche von 5,9 km² und hat 78 Einwohner (Stand 31. Dezember 2023). Zur Gemeinde zählen auch die vier Fraktionen (Frazioni) Albera, Baudrà, Fenogli und Neri. Das Gemeindegebiet liegt zwischen 417 und 682 Metern über dem Meeresspiegel und das Zentrum liegt auf 661 Metern über dem Meeresspiegel.
Die Nachbargemeinden sind Bossolasco, Dogliani, Roddino und Serravalle Langhe.

## Geschichte

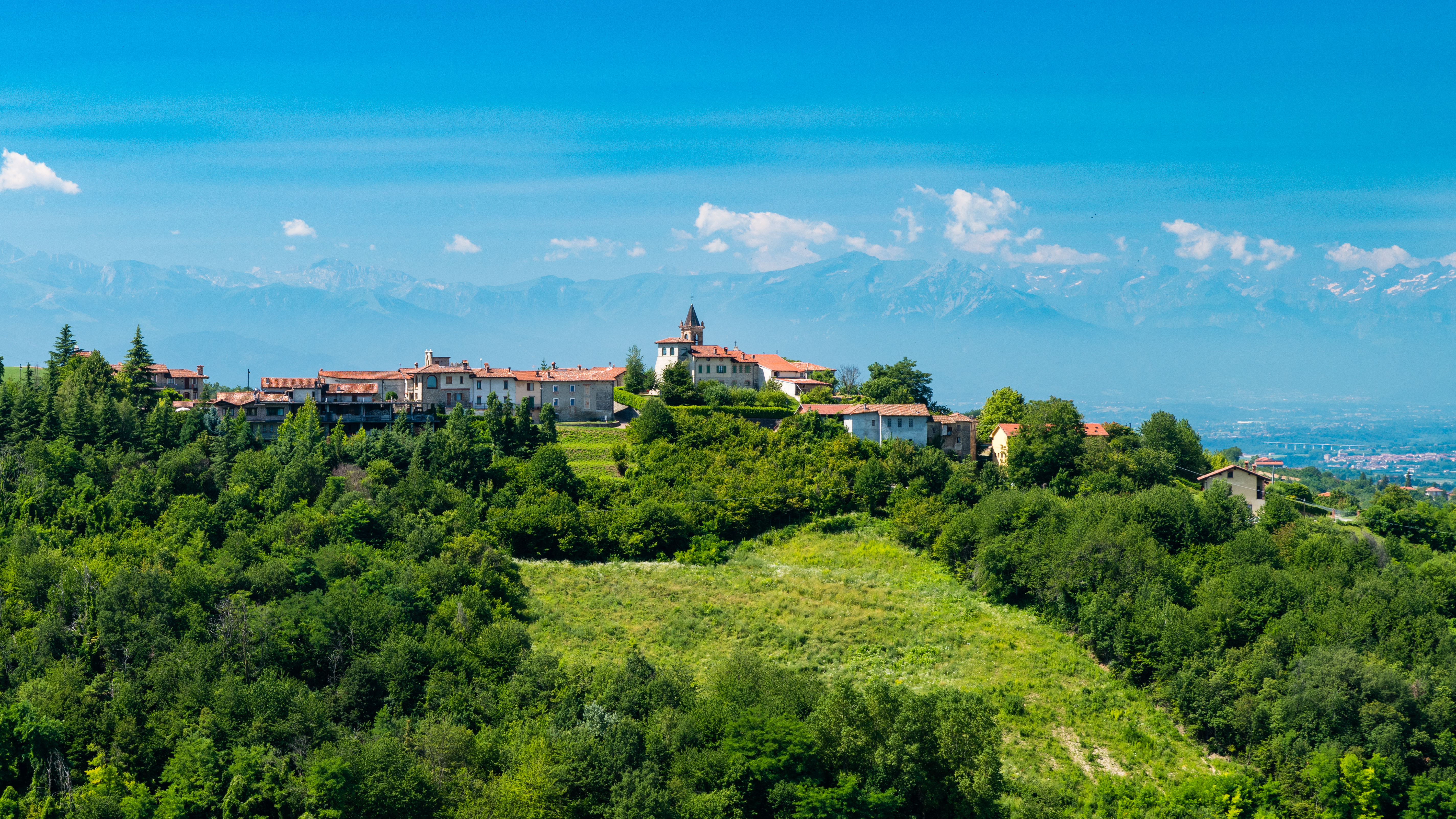
Panorama von Cissone

Im Jahr 1142 wurde es zusammen mit anderen Lehen dem Markgrafen Ugone von Clavesana und nach seinem Tod seinem Bruder Guglielmo zugeteilt, der es an Manfredo II. von Saluzzo verkaufte. Anschließend ging es an die Markgrafen von Monferrato über, die die Belehnung den Nachkommen der Markgrafen von Saluzzo gewährten und schließlich unter die Herrschaft der Savoyer gelangten. 

## Sehenswürdigkeiten
- Die Pfarrkirche Santa Lucia im Zentrum von Cissone mit einer Fassade aus dem 18. Jahrhundert.
- Die Friedhofskapelle, in deren Inneren sich wertvolle Fresken aus dem 16. Jahrhundert befinden.
- Die ehemalige Kirche der Battuti-Bruderschaft aus der Barockzeit, die kürzlich restauriert wurde.

## Kulinarische Spezialität
Bei Cissone wird Weinbau betrieben. Die Beeren der Rebsorten Spätburgunder und/oder Chardonnay dürfen zum Schaumwein Alta Langa verarbeitet werden.